# Коробчаста розмітка

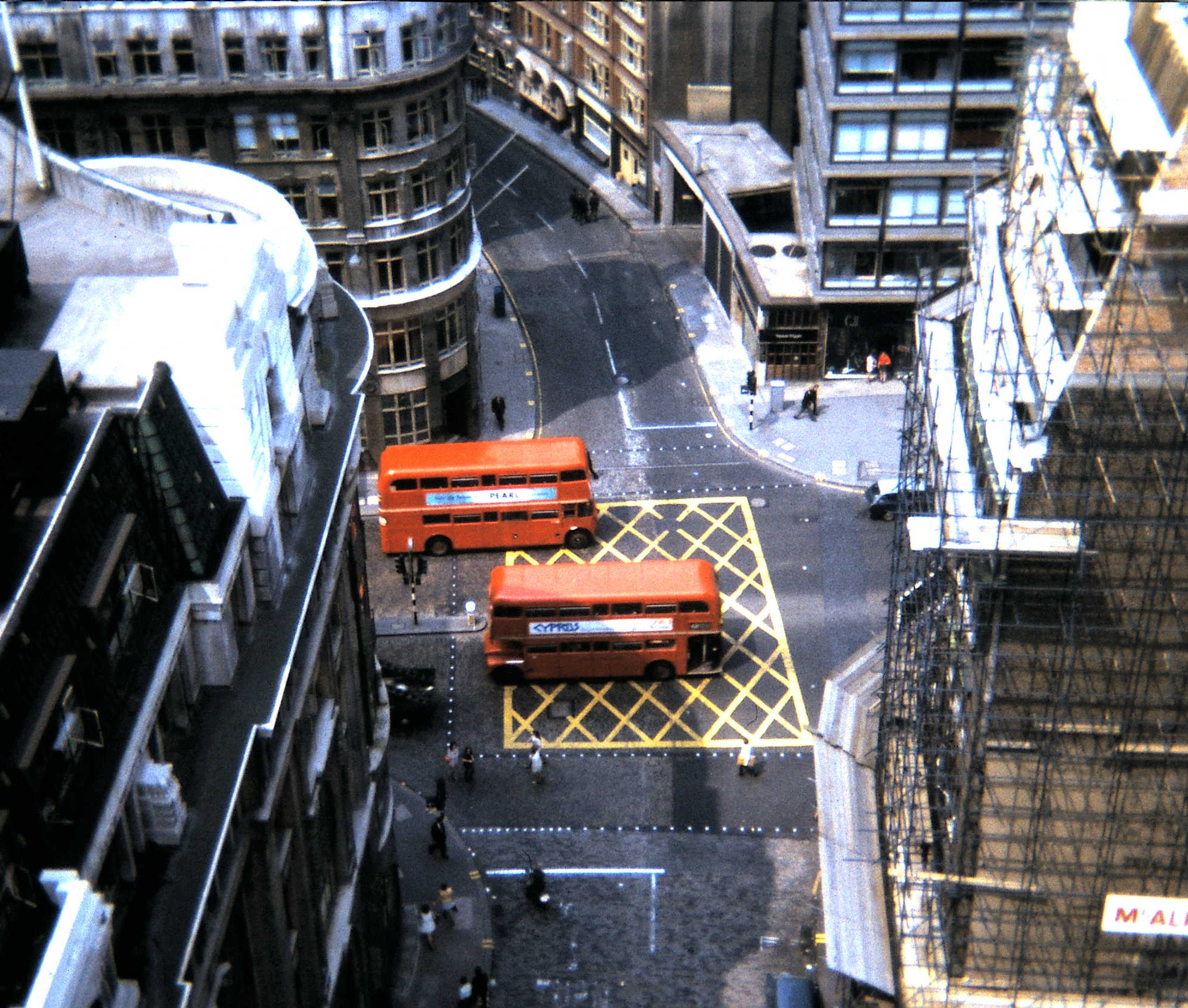
Перехрестя з коробчастою розміткою в Лондоні, зняте 1969 року з верхівки Монументу

Коро́бчаста або ва́фельна розмітка — один з видів дорожньої розмітки, розроблений для запобігання заторів і великих скупчень транспорту на перехрестях. Зазвичай коробчаста розмітка являє собою мережу з діагонально перехрещених ліній, обмежених прямокутним або квадратним контуром. Призначення розмітки полягає в тому, щоб водії не виїжджали на марковане перехрестя та не блокували проїзд у разі, якщо не зможуть проїхати далі та лишаться на самому перехресті.
Коробчаста розмітка запроваджена у Сполученому Королівстві протягом 1967 року після успішного експериментального використання в Лондоні. У Великій Британії й Ірландії (де панує лівосторонній рух), водії можуть виїжджати на марковане коробчастою розміткою перехрестя та чекати, щоб повернути праворуч. Водіям дозволено виїжджати на перехрестя та чекати лише у випадках, коли проїзду перешкоджають зустрічний рух або інші автомобілі, що чекають, щоб повернути праворуч.
Схожа коробчаста розмітка жовтого кольору може також бути нанесена на інші частини проїзної частини, які необхідно відмежувати від великих скупчень трафіку, наприклад, місця виїзду карет швидкої допомоги чи залізничні переїзди.
Коробчаста розмітка найбільш поширена в багатьох європейських країнах, насамперед у Великій Британії, Ірландії, Португалії, Сербії, на Кіпрі, Мальті; у деяких частинах США, зокрема в Нью-Йорку та Колорадо, а також у багатьох інших країнах: Канада, Україна, Росія, Гонконг, Тайвань, Сінгапур, Малайзія, Філіппіни, ПАР, Бразилія та Чилі.

## Аналоги без маркування

Чилійський дорожній знак, попереджаючий водіїв про те, щоб ті не займали перехрестя

В Україні та країнах ЄС (крім Ірландії) у правилах дорожнього руху діє заборона виїзду на будь-яке перехрестя, зокрема при сигналі світлофора, що дозволяє рух, якщо утворився затор, який змусить водія зупинитися на перехресті, що створює перешкоду для руху інших транспортних засобів і пішоходів. Загалом водії поважають це правило, але для запобігання ДТП у деяких країнах Європи найзавантаженіші перехрестя все-таки маркують коробчастою розміткою.
Маючи намір зменшити затори на перехрестях, залізничних переїздах і пішохідних переходах, деякі штати США ухвалили закони, які забороняють водіям виїжджати на жоден з цих просторів, доки водій не переконається, що його автомобіль може залишити цей простір, як рекомендовано пунктом 11-1112 Uniform Vehicle Code. Серед цих штатів — Каліфорнія, Флорида й Огайо. Для цього правила не використовується жодне маркування, та деякі місцеві органи влади створюють попереджувальні знаки для того, аби привернути увагу водіїв на проблемних перехрестях.